# John Redmond
Pour les articles homonymes, voir Redmond.
John Edward Redmond, né le 1er septembre 1856 dans le comté de Wexford en Irlande et mort le 6 mars 1918 à Londres,, est un homme politique britannique. Chef du Parti parlementaire irlandais de 1900 jusqu'à sa mort, il fait campagne pour la Home Rule, l'autonomie de l'Irlande au sein du Royaume-Uni, et est une figure majeure de la vie politique britannique au début du XXe siècle. Militant pour l'autonomie irlandaise par la voie pacifique et parlementaire, il obtient du Parlement britannique l'octroi de la Home Rule en 1914, mais est dépassé en 1916 par les nationalistes radicaux qui optent pour une guerre d'indépendance.

## Biographie

### Entrée en politique
Il naît à Ballytrent House, la demeure rurale familiale des Redmond, dans le comté de Wexford dans le sud-est de l'Irlande. Son père, William Archer Redmond, est issu de la gentry (noblesse non-titrée) catholique irlandaise, et est député de Wexford à la Chambre des communes du Royaume-Uni dans les années 1870, représentant la Ligue pour l'autonomie (Home Rule League). Sa mère Mary, à l'inverse, est protestante et unioniste, et ne partagera jamais les opinions politiques de son époux puis de ses fils. John est éduqué dans une école jésuite, puis étudie le droit au Trinity College de Dublin, où il est l'un des rares étudiants catholiques. Il abandonne ses études en 1876 sans avoir obtenu de diplôme et accompagne son père à Londres, devenant son assistant administratif au Parlement britannique,.
Il entre à son tour en politique en étant élu député de New Ross en 1881, à tout juste vingt-quatre ans et avec le soutien de Charles Stewart Parnell, la grande figure du nationalisme irlandais. Il entre ainsi à la Chambre des communes britannique quelques mois après la mort de son père. Proche du Parti libéral, il est favorable à l'impérialisme britannique à travers le monde, mais souhaite que l'Irlande ait une place importante dans la direction des affaires de l'Empire. Outre l'autonomie de l'Irlande au sein du Royaume-Uni, il mène également campagne pour la restitution de terres irlandaises aliénées au profit de grands propriétaires anglais ou écossais, mais sans souhaiter l'expulsion de ces derniers. En 1882 il visite longuement l'Australie, pour y collecter des fonds auprès d'émigrés irlandais, en faveur de la campagne pour l'autonomie de l'Irlande. En septembre il y épouse Joanna Dalton, sont il aura un fils et deux filles. Le couple visite ensuite la Nouvelle-Zélande puis les États-Unis, y collectant là aussi des fonds,,.

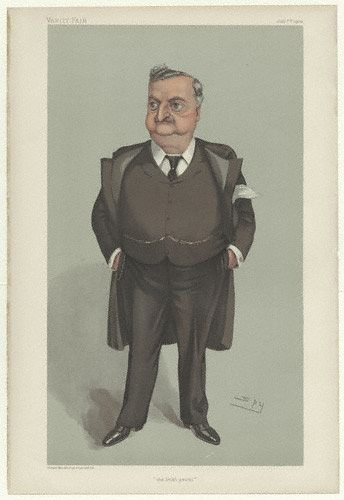
Caricature de John Redmond dans Vanity Fair en 1904.

Il devient le whip du Parti parlementaire irlandais à la Chambre des communes, chargé de maintenir l'autorité du parti parmi les députés le représentant. Dans le même temps, il reprend et complète ses études de droit à King's Inns à Dublin et est appelé au barreau en 1887 ; il ne deviendra toutefois jamais avocat. En 1890, le parti se déchire après la révélation du divorce et de la relation extra-conjugale de son chef Charles Parnell, qui font scandale dans la société victorienne. John Redmond et une minorité des députés du parti lui demeurent fidèles. À la mort de Charles Parnell en 1891, Redmond prend la tête du groupe de députés « parnellites » à la Chambre. Soutenant les Libéraux, il obtient la restitution de terres aliénées en Irlande. En 1900, il devient président du Parti parlementaire irlandais (PPI) réunifié,,,.

### Chef du Parti irlandais
Les élections législatives de décembre 1910 produisent un parlement sans majorité où le PPI détient 74 sièges, demeurant la troisième force politique à la Chambre. Herbert Asquith, le chef du Parti libéral, ne peut former un gouvernement qu'avec le soutien sans participation du PPI. En échange de ce soutien, John Redmond obtient l'introduction à la Chambre en 1912 d'un projet de loi d'autonomie pour l'Irlande. Le projet est compliqué par la forte opposition qu'il génère parmi les unionistes de la province d'Ulster dans le nord de l'Irlande, très attachés au maintien de l'autorité britannique sur l'île. Herbert Asquith propose la division de l'Irlande entre nord et sud, et l'application de l'autonomie pour le sud uniquement, idée à laquelle John Redmond s'oppose « avec véhémence ». Il explique : « Les nationalistes irlandais ne pourront jamais consentir à la mutilation de la nation irlandaise. La théorie des deux nations [nord et sud] est pour nous une abomination et un blasphème ».

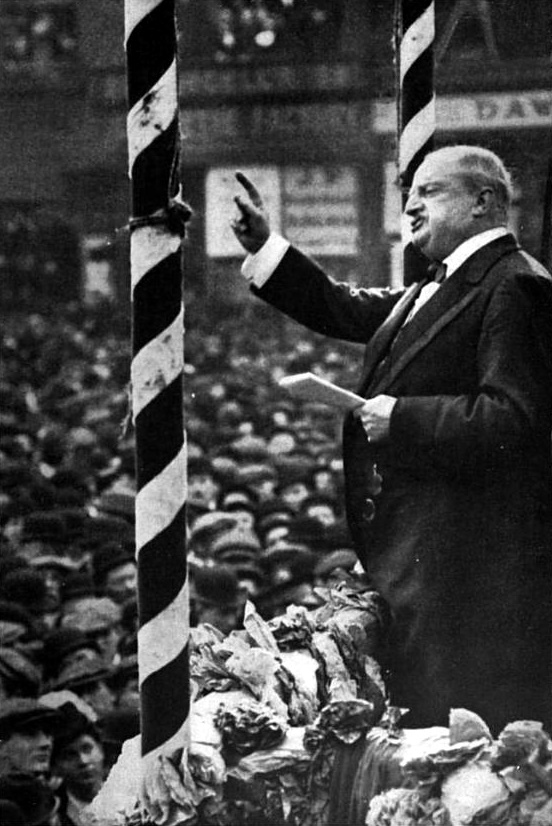
John Redmond vers 1916.

Approuvé finalement par la Chambre des communes, le projet de loi d'autonomie est promulgué en 1914, son adoption ayant été retardée par l'hostilité de la majorité conservatrice à la Chambre des lords. Les tensions en Irlande sont fortes. Les unionistes ont créé en 1912 la Force volontaire de l'Ulster, milice prête à lutter par les armes contre l'introduction dans l'Ulster d'une autonomie irlandaise dirigée depuis Dublin. En réponse, certains nationalistes irlandais se radicalisent et ont formé en 1913 la milice des Volontaires irlandais. En juillet 1914, le roi George V tente une médiation entre les nationalistes de John Redmond et les unionistes d'Edward Carson au palais de Buckingham, sans succès. Redmond est prêt à concéder que l'autonomie ne s'applique pas immédiatement à certains comtés du nord-est à majorité unioniste, mais les unionistes réclament que la totalité de l'Ulster soit séparée d'une Irlande autonome. La crainte demeure que l'autonomie débouche sur une guerre civile dans l'Ulster,.
Après promulgation par le roi le 14 septembre 1914, la mise en œuvre de la loi d'autonomie est retardée lorsqu'éclate la Première Guerre mondiale. Chacun espère que la guerre sera courte et John Redmond, considéré désormais comme un héros en Irlande, et chef du principal parti politique d'Irlande, espère devenir le chef du nouveau gouvernement autonome irlandais. Il appelle les Irlandais à s'engager dans l'armée britannique et à démontrer leur loyauté au Royaume-Uni. Son fils William et son frère cadet Willie, députés comme lui, deviennent tous deux officiers dans le Régiment royal irlandais et sont déployés au front en Europe ; Willie sera tué au combat en Flandre en 1917. « Sa dignité, sa modération [...] et son rejet total de la violence » signifient que John Redmond est pris de court par l'insurrection de Pâques en avril 1916, soulèvement orchestré à Dublin par une minorité de nationalistes violents qui proclament l'indépendance totale et unilatérale de l'Irlande. Choqué par la brutalité des rebelles et par leur acte de trahison envers le Royaume-Uni en pleine Première Guerre mondiale, John Redmond apporte son soutien à la répression britannique à leur encontre ; les meneurs du soulèvement sont exécutés,,,,.
Anti-suffragiste, John Redmond est régulièrement confronté durant cette période à la première conseillère municipale de Waterford, la médecin Mary Strangman. 

### Après 1916
De nombreux Irlandais, toutefois, ont été choqués à leur tour par cette répression, et John Redmond se trouve en décalage avec l'opinion publique irlandaise. Le PPI recule dans l'opinion au profit du Sinn Féin, parti nationaliste radical qui soutient la lutte armée pour une indépendance unilatérale. John Redmond, qui demeure partisan d'une autonomie paisible au sein du Royaume-Uni, dénonce le risque d'une spirale de violence « où toute canaille qui souhaitera commettre un outrage se dira simplement soutien du Sinn Féin, et obtiendra ainsi la sympathie d'une foule irraisonnée ». En mai 1917, le Premier ministre britannique David Lloyd George lui propose la tenue d'une Convention irlandaise où les Irlandais pourraient débattre librement de l'avenir de leur pays. John Redmond accepte, et la Convention se réunit en juillet. Elle rassemble de multiples partis politiques, dont le PPI et les unionistes, mais est boycottée par le Sinn Féin. Redmond tente une dernière fois d'y promouvoir son modèle de Home Rule, d'autonomie sans rupture avec le Royaume-Uni. Mais au cours des mois qui suivent, la Convention est empêtrée par ses désaccords internes.

Déjà malade, il est agressé dans la rue par de jeunes membres du Sinn Féin. Découragé par ce qu'il perçoit comme « l'effondrement du travail de toute sa vie », il se retire de la convention en janvier 1918, et meurt deux mois plus tard, à l'âge de 61 ans, après une opération médicale contre sa lithiase biliaire. Ainsi il n'est pas le témoin de la victoire écrasante du Sinn Féin et de la déroute du PPI aux élections législatives en décembre, ni de l'éclatement de la guerre d'indépendance irlandaise en janvier 1919,,. Son fils William lui succède comme député de Waterford à la Chambre des communes, refusant de siéger au Dáil Éireann, le nouveau Parlement irlandais sécessionniste. 